# Maria Górecka-Nowicka
Maria Górecka-Nowicka, wyst. też jako Maria Górecka (ur. 8 września 1924 w Grójcu, zm. 6 sierpnia 2017 w Krakowie) – polska aktorka teatralna i filmowa. Związana głównie ze scenami łódzkimi i krakowskimi. Współpracowała też z Teatrem Polskiego Radia.

## Życiorys
W 1947 ukończyła studia na Wydziale Aktorskim PWST w Warszawie (z siedzibą w Łodzi).
W latach 1947–48 występowała w Teatrze Wojska Polskiego w Łodzi, w latach 1948–49 w Teatrze Śląskim w Katowicach, w latach 1949–53 w Teatrze Osa w Łodzi, w latach 1953–54 w łódzkim Teatrze Satyryków, w latach 1954–55 w Teatrze Ziemi Łódzkiej, w latach 1957–58 w Teatrze Wybrzeże w Gdańsku. Następnie ponownie występowała na scenach łódzkich: w Teatrze Nowym (1958–64), w Teatrze im. Jaracza (1964–66) i w Teatrze Powszechnym (1966-68).
W latach 1968–78 grała w Teatrze Rozmaitości w Krakowie, w latach 1979–80 w Teatrze im. Cypriana Kamila Norwida w Jeleniej Górze, a w latach 1981–83 w Teatrze Bagatela w Krakowie.
Pochowana w Krakowie w grobie artystów scen krakowskich na Cmentarzu Salwatorskim (kwatera J-1-18).

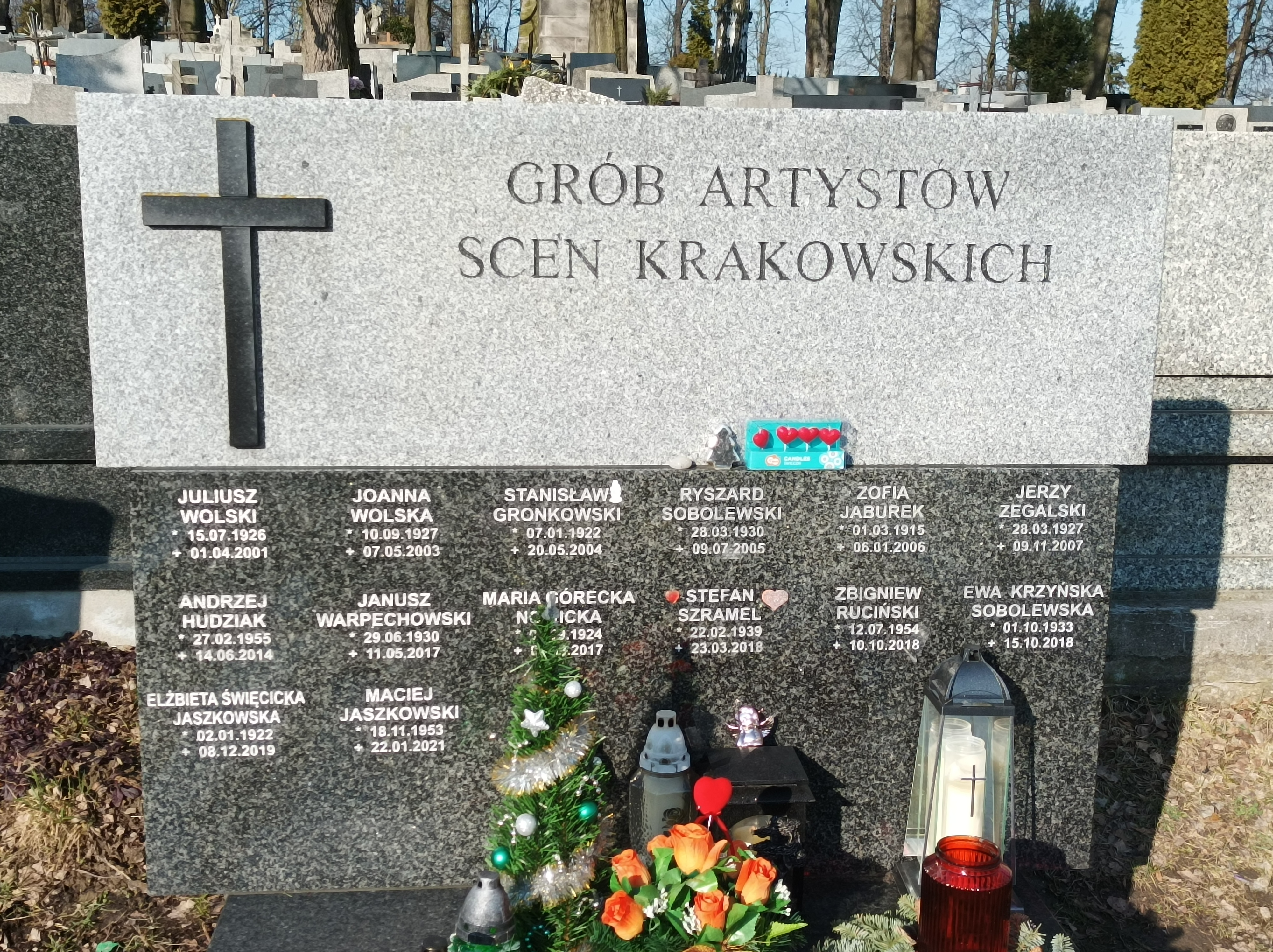
Grób Marii Góreckiej-Nowickiej na cmentarzu Salwatorskim w Krakowie

## Wybrane role teatralne[1]
- 1947: Burza jako Iris (reż. Leon Schiller, Teatr Wojska Polskiego, Łódź)
- 1948: Jak wam się podoba jako Febe (reż. Władysław Krasnowiecki, Teatr Śląski, Katowice)
- 1949	Romans z wodewilu jako Wanda (Teatr Osa, Łódź)
- 1953: Rodzinka jako Michele (reż. Tadeusz Wołowski, Teatr Mały (Połączone Teatry Muzyczne), Łódź)
- 1955: Balladyna jako Goplana (reż. Stefania Domańska, Teatr Ziemi Łódzkiej, Łódź)
- 1955: Kłopot z mężczyznami jako Maryna Warasówna (reż. Krystyna Wydrzyńska, Teatr Ziemi Łódzkiej, Łódź)
- 1958: Makbet jako Czarownica I (reż. Zygmunt Hübner, Teatr Wybrzeże, Gdańsk)
- 1959:	Nie-Boska komedia jako Widmo, Pani i Dziewczyna (reż. Bohdan Korzeniewski, Teatr Nowy, Łódź)
- 1959: Akropolis jako Anioł (reż. Kazimierz Dejmek, Teatr Nowy, Łódź)
- 1961: Opera za trzy grosze jako Lucy (reż. Jakub Rotbaum, Teatr Nowy, Łódź)
- 1964:	Król Edyp jako Jokasta (reż. Halina Dzieduszycka, Teatr Rozmaitości, Wrocław)
- 1964: Wyzwolenie jako Wróżka (reż. Józef Wyszomirski, Teatr im. Stefana Jaracza, Łódź)
- 1965: Kolumbowie, rocznik dwudziesty jako Redaktorka (reż. Barbara Jaklicz, Teatr im. Stefana Jaracza, Łódź)
- 1967: Klub kawalerów jako Mirska (reż. Jerzy Wróblewski, Teatr Powszechny w Łodzi, Łódź)
- 1968: Niemcy jako Liesel (reż. Jerzy Wróblewski, Teatr Rozmaitości, Kraków)
- 1969: Świętoszek jako Elmira (reż. Józef Wyszomirski, Teatr Rozmaitości, Kraków)
- 1976: Królowa Śniegu jako Królowa Śniegu (reż. Maria Billiżanka, Teatr Bagatela im. Tadeusza Boya-Żeleńskiego, Kraków)
- 1979: Tango jako Eugenia (reż. Mieczysław Górkiewicz, Teatr Bagatela im. Tadeusza Boya-Żeleńskiego, Kraków)
- 1980:	Zbrodnia i kara jako Pulcheria (reż. Wojciech Kopciński, Teatr im. Cypriana Kamila Norwida, Jelenia Góra)
- 1982: Burza jako Juno (reż. Włodzimierz Nurkowski, Teatr Bagatela im. Tadeusza Boya-Żeleńskiego, Kraków)
- 1998: Pan Tadeusz jako Narrator (reż. Maria Rabczyńska, Teatr Małych Form, Londyn)

## Filmografia[2]
- 1967: Długa noc
- 1974: Cień tamtej wiosny jako matka Tomczyńskiego
- 1988: Schodami w górę, schodami w dół jako zakonnica

### Polski dubbing[3][4]
- 1964: Umarli milczą jako Anita Kroll
- 1967: 101 dalmatyńczyków jako Cruella de Mon(inne języki) (pierwsza wersja dubbingowa)
- 1967: Kto zdobędzie puchar? jako pani Davis

### Teatr Telewizji[2]
- 1963: Uczciwa dziewczyna jako markiza Beatrycze
- 2000: Podróż